# Aschalew Tamene
Aschalew Tamene Seyoum (ur. 22 listopada 1991 w Dili) – piłkarz etiopski grający na pozycji środkowego obrońcy. Od 2021 jest zawodnikiem klubu Fasil Kenema.

## Kariera klubowa
W latach 2013–2015 Aschalew grał w klubie Dedebit FC. W sezonie 2013/2014 zdobył z nim Puchar Etiopii. W 2015 przeszedł do Saint-George SA, w którym grał do 2021. W sezonach 2015/2016 i 2016/2017 wywalczył z nim mistrzostwo Etiopii, a w sezonie 2017/2018 został wicemistrzem kraju. W sezonie 2015/2016 zdobył też Puchar Etiopii. W 2021 przeszedł do Fasil Kenema.

## Kariera reprezentacyjna
W reprezentacji Etiopii Aschalew zadebiutował 7 czerwca 2015 roku w przegranym 0:1 towarzyskim meczu z Zambią rozegranym w Addis Abebie. W 2022 roku został powołany do kadry na Puchar Narodów Afryki 2021. Rozegrał na nim trzy mecze grupowe: z Republiką Zielonego Przylądka (0:1), z Kamerunem (1:4) i z Burkiną Faso (1:1).